# Pierre de La Chaussee
 Pierre-Claude Nivelle de La Chaussée piɛʀ klod nivɛl də la ʃose, (ur. 14 lutego 1692 w Paryżu, zm. 14 marca 1754 tamże) – francuski dramatopisarz, znany jako autor komedii Le prejuge a la mode (1735). Był prekursorem tak zwanej komedii łzawej (franc. Comedie larmoyante), mających uwznioślić i wychować widza. Autor wielu komedii, które swojego czasu cieszyły się znacznym powodzeniem. Próbował też sił w tragedii. W 1736 został wybrany do Akademii Francuskiej.